# Ladislav Vácha
Ladislav Vácha (Brno, 21 marzo 1899 – Zlín, 28 giugno 1943) è stato un ginnasta cecoslovacco.
Ha partecipato alle Olimpiadi di Parigi 1924 e alle Olimpiadi di Amsterdam 1928, vincendo in totale cinque medaglie nella ginnastica in rappresentanza della Cecoslovacchia.
In particolare ad Amsterdam nel 1928 ha vinto la medaglia d'oro nelle parallele simmetrice e due medaglie d'argento, una negli anelli e una nel concorso a squadre maschile; mentre alle Olimpiadi 1924 svoltesi a Parigi ha conquistato due medaglie di bronzo, una negli anelli e una nella salita alla fune.
Ha partecipato anche alle Olimpiadi 1920 solo nel concorso a squadre.